# Emilio Córdova Daza
Emilio Córdova Daza (Lima, Perú, 8 de juliol de 1991), és un jugador d'escacs peruà, que té el títol de Gran Mestre des de 2007.
A la llista d'Elo de la FIDE del març de 2022, hi tenia un Elo de 2544 punts, cosa que en feia el jugador número 4 (en actiu) del Perú. El seu màxim Elo va ser de 2629 punts, a la llista de juny de 2014 (posició 154 al rànquing mundial).

## Resultats destacats en competició
Va començar a jugar a vuit anys amb el seu pare. A nou anys va guanyar el Campionat Panamericà d'Escacs el 2001. El 2002 va ser campió sub12 a Córdoba, Argentina. El 2004 va ser campió sub14 a Bogotá, Colòmbia. El 2007 va obtenir el títol de Gran Mestre, i així va ser el jugador més jove del Perú i de l'Amèrica del Sud en ser Gran Mestre fins que Jorge Cori va obtenir el títol el 2010.
El 2010 va ser campió de la Copa IPD a Perú; i el mateix any guanyà el Memorial Carlos Torre a Mérida (Mèxic). L'agost del 2012 va quedar tercer a l'Obert de Sants. Fou el vencedor del Circuit Català d'Oberts Internacionals d'Escacs de l'any 2012. El 2013 empatà al primer lloc (i quedà segon per desempat, rere Lázaro Bruzón a la 25a edició del Memorial Torre.
El juny de 2016 a San Salvador fou campió d'Amèrica absolut amb 9 punts d'11 (+7 =4 -0) i una performance de 2721. El juliol de 2016 guanyà l'Obert de Montcada en tenir millor desempat que Sundar M. Shyam i Camilo Ernesto Gómez Garrido,els tres primers classificats amb 7 punts. L'agost de 2016 fou campió indiscutible de l'Obert de Figueres amb 7½ punts de 9, un punt per davant del segon classificat.

### Participació en olimpíades d'escacs
Córdova ha participat, representant Perú, en tres Olimpíades d'escacs en els anys 2004, 2006 i 2010 (dos cops com a 2n tauler), amb un resultat de (+14 =11 –10), per un 55,7% de la puntuació.